# Bolitoglossa equatoriana
Bolitoglossa equatoriana is een salamander uit de familie van de longloze salamanders (Plethodontidae). De soort leeft in het noordwesten van Zuid-Amerika.

## Verspreiding
Bolitoglossa equatoriana komt met name voor in het Amazonegebied van Ecuador en tevens in een klein gebied in Colombia. Lange tijd was de soort in Ecuador slechts bekend van drie locaties: de typelocatie Limoncocha en Santa Cecilia in de province Sucumbíos en Yasuni in de provincie Orellana. Bij later onderzoek bleek Bolitoglossa equatoriana wijdverspreid voor te komen in de bekkens van de rivieren Aguarico en Napo. Deze salamander komt voor in open bossen langs rivieren en vloedvlaktes en in primair regenwoud tot op hoogtes tot 700 meter boven zeeniveau. De soort is redelijk zeldzaam, maar kan lokaal algemeen zijn. 

## Kenmerken
Bolitoglossa equatoriana wordt tot tien centimeter lang. De staart is bijna even lang als het lichaam. Bolitoglossa equatoriana heeft een gladde huid. De handen en voeten zijn peddelvormig en voorzien van zwemvliezen. De scheiding tussen de vingers en tussen de tenen is beperkt zichtbaar. Bolitoglossa equatoriana heeft een gladde huid die aan de bovenzijde vaalgrijs tot roodbruin is en aan de onderzijde grijs met verspreid lichtere gebieden. De salamander is boombewonend op één tot twee meter boven de grond. Bolitoglossa equatoriana is nachtactief.